# 小野寺志保
小野寺 志保（おのでら しほ、1973年11月18日 - ）は、元女子サッカー選手、サッカー指導者、歌手。神奈川県大和市出身。神奈川大学卒業。現役時代のポジションはゴールキーパー(GK)。2011年から大和市役所に職員として奉職している。

## 経歴
子どものころ近所で女子サッカーのチームの練習を見たのをきっかけにサッカーを始める。元々は野球選手になりたかったこともあり、ボールを手で扱えるポジションということからGKを志願した。
高校在学中の1989年に読売ベレーザへ入団し、翌1990年にはヤングプレーヤー賞（新人賞）を獲得。以来、長年ベレーザのゴールを守り続けた。
ニックネームの「おやじ」は苗字の読み方をもじったもので、小学生のころから呼ばれていたそうである。
日本女子代表（なでしこジャパン）では1995年6月に行われた第2回女子世界選手権（W杯）のメンバーに選ばれていたが、初出場は同年9月22日の第10回アジア女子選手権・韓国戦（マレーシア・コタキナバル）であった。
その後は坂田恵、小澤純子との併用の期間が続き、さらに山郷のぞみが正GKの座に就くと常に2番手となったが、アテネオリンピックではメンバー最年長として選手のまとめ役になり、全3試合でフル出場した山郷とともに代表チームのメンバーとなった。
かつては日本テレビの嘱託社員として、ヴェルディグラウンドのクラブハウスにある東京ヴェルディやベレーザグッズなどの売店「ヴェルデーノ」の店員をしていたが、2007年シーズンよりプロ契約となったため、売店の店員は同僚の四方菜穂に引き継がれた。
2008年シーズン限りで現役を引退。2009年5月よりJFAアンバサダーに就任。8月5日にはシングル『START!』を発売し歌手デビュー。現役時代のことを歌った歌であり、コーラスとして同じく女子サッカー選手の荒川恵理子や澤穂希もレコーディングに参加している。
また、スカイパーフェクTVのJリーグ中継では、主に柏レイソル戦のレポーターとして、日本女子代表やベレーザで一緒にプレーした川上直子などとの日替わりで登場していた。
2011年4月、「女子サッカーのまち」づくりを目指す大和市に職員として採用され、1年目は収納課に勤務。同年7月に日本女子代表（なでしこジャパン）が2011 FIFA女子ワールドカップ（ドイツW杯）の決勝でアメリカ代表を下してW杯初優勝を果たした際には大和市が行ったパブリックビューイングに参加し、地域情報紙「タウンニュース」の取材に答えた。2012年4月にスポーツ課へ異動となり、女子サッカー支援担当職員となっている。
2014年3月に地元大和市のクラブチーム、大和シルフィードがなでしこリーグ入りを目指し、トップチームを立ち上げることになり、そのゴールキーパー兼コーチとしてチームに参加した。
2016年11月、2016シーズンをもって2度目となる現役引退が発表された。リーグ通算出場試合数315試合は歴代3位。
2017年からは大和シルフィードトップチームのGKコーチとなり、チームは2019年シーズンなでしこリーグ2部へ初昇格した。

## 個人成績
| 国内大会個人成績 | 国内大会個人成績                   | 国内大会個人成績 | 国内大会個人成績             | 国内大会個人成績 | 国内大会個人成績 | 国内大会個人成績 | 国内大会個人成績 | 国内大会個人成績 | 国内大会個人成績 | 国内大会個人成績 | 国内大会個人成績 |
| 年度             | クラブ                             | 背番号           | リーグ                       | リーグ戦         | リーグ戦         | リーグ杯         | リーグ杯         | オープン杯       | オープン杯       | 期間通算         | 期間通算         |
| 年度             | クラブ                             | 背番号           | リーグ                       | 出場             | 得点             | 出場             | 得点             | 出場             | 得点             | 出場             | 得点             |
| 日本             | 日本                               | 日本             | 日本                         | リーグ戦         | リーグ戦         | リーグ杯         | リーグ杯         | 皇后杯           | 皇后杯           | 期間通算         | 期間通算         |
| ---------------- | ---------------------------------- | ---------------- | ---------------------------- | ---------------- | ---------------- | ---------------- | ---------------- | ---------------- | ---------------- | ---------------- | ---------------- |
| 1989             | 読売サッカークラブ女子・ベレーザ   | 25               | JLSL                         | 0                | 0                | -                | -                |                  |                  |                  |                  |
| 1990             | 読売サッカークラブ女子・ベレーザ   | 21               | JLSL                         | 13               | 0                | -                | -                |                  |                  |                  |                  |
| 1991             | 読売サッカークラブ女子・ベレーザ   | 1                | JLSL                         | 18               | 0                | -                | -                |                  |                  |                  |                  |
| 1992             | 読売日本サッカークラブ女子ベレーザ | 1                | JLSL                         | 18               | 0                | -                | -                |                  |                  |                  |                  |
| 1993             | 読売日本サッカークラブ女子ベレーザ | 1                | JLSL                         | 16               | 0                | -                | -                |                  |                  |                  |                  |
| 1994             | 読売西友ベレーザ                   | 1                | L・リーグ                    | 17               | 0                | -                | -                |                  |                  |                  |                  |
| 1995             | 読売西友ベレーザ                   | 1                | L・リーグ                    | 18               | 0                | -                | -                |                  |                  |                  |                  |
| 1996             | 読売西友ベレーザ                   | 1                | L・リーグ                    | 15               | 0                |                  |                  |                  |                  |                  |                  |
| 1997             | 読売西友ベレーザ                   | 1                | L・リーグ                    | 18               | 0                |                  |                  |                  |                  |                  |                  |
| 1998             | 読売ベレーザ                       | 1                | L・リーグ                    | 17               | 0                |                  |                  |                  |                  |                  |                  |
| 1999             | NTVベレーザ                        | 1                | L・リーグ                    | 13               | 0                |                  |                  |                  |                  |                  |                  |
| 2000             | 日テレ・ベレーザ                   | 1                | L・リーグ                    | 12               | 0                | -                | -                |                  |                  |                  |                  |
| 2001             | 日テレ・ベレーザ                   | 1                | L・リーグ                    | 5                | 0                | -                | -                |                  |                  |                  |                  |
| 2002             | 日テレ・ベレーザ                   | 1                | L・リーグ                    | 11               | 0                | -                | -                |                  |                  |                  |                  |
| 2003             | 日テレ・ベレーザ                   | 1                | L・リーグ                    | 22               | 0                | -                | -                |                  |                  |                  |                  |
| 2004             | 日テレ・ベレーザ                   | 1                | L・リーグ1部 (L1)            | 14               | 0                | -                | -                |                  |                  |                  |                  |
| 2005             | 日テレ・ベレーザ                   | 1                | L・リーグ1部 (L1)            | 21               | 0                | -                | -                | 4                | 0                | 25               | 0                |
| 2006             | 日テレ・ベレーザ                   | 1                | なでしこリーグ ディビジョン1 | 15               | 0                | -                | -                | 3                | 0                | 18               | 0                |
| 2007             | 日テレ・ベレーザ                   | 1                | なでしこリーグ ディビジョン1 | 5                | 0                |                  |                  | 4                | 0                |                  |                  |
| 2008             | 日テレ・ベレーザ                   | 1                | なでしこリーグ ディビジョン1 | 7                | 0                | -                | -                | 4                | 0                | 11               | 0                |
| 2014             | 大和シルフィード                   | 1                | 神奈川県1部                  |                  |                  |                  |                  | 0                | 0                |                  |                  |
| 2015             | 大和シルフィード                   | 1                | チャレンジEAST               | 14               | 0                | -                | -                | 2                | 0                | 16               | 0                |
| 2016             | 大和シルフィード                   | 1                | チャレンジ                   | 9                | 0                | -                | -                | 0                | 0                | 9                | 0                |
| 通算             | 日本                               | 日本             | 1部                          |                  |                  |                  |                  |                  |                  |                  |                  |
| 通算             | 日本                               | 日本             | 3部                          | 23               | 0                | 0                | 0                | 2                | 0                | 25               | 0                |
| 通算             | 日本                               | 日本             | 他                           |                  |                  |                  |                  |                  |                  |                  |                  |
| 総通算           | 総通算                             | 総通算           | 総通算                       | 315              | 0                |                  |                  |                  |                  |                  |                  |

## タイトル

### クラブ
- 読売SC女子・ベレーザ / 読売JSC女子・ベレーザ / 読売西友ベレーザ / 読売ベレーザ / NTVベレーザ / 日テレ・ベレーザ
  - 日本女子サッカーリーグ: 9回 (1990年、1991年、1992年、1993年、2000年、2001年、2002年、2005年、2007年)
  - 皇后杯全日本女子サッカー選手権大会: 7回 (1989年、1994年、1998年、2000年、2001年、2005年、2006年)
  - L・リーグカップ: 2回 (1996年、1999年)
  - なでしこリーグカップ: 1回 (2007年)
  - なでしこスーパーカップ: 2回 (2005年、2007年)

### 個人
- 日本女子サッカーリーグ
  - ヤングプレーヤー賞（新人賞）: 1990年
  - ベストイレブン: 6回 (1991年、1992年、1994年、1995年、1997年、2000年)
  - 敢闘賞: 3回 (2001年、2002年、2003年)
  - 特別賞: 1回 (1999年)
  - リーグ通算300試合出場達成: 2015年

## 代表歴
- 1995年9月22日 - 日本女子代表初出場 -  韓国戦 (第10回アジア女子選手権、マレーシア・コタキナバル）

### 主な出場歴
- 1995年 : 第2回女子世界選手権 (スウェーデン大会) ベスト8
- 1996年 : アトランタオリンピック 女子サッカー競技
- 1999年 : 第3回女子世界選手権 (アメリカ大会)
- 2003年 : 第4回FIFA女子ワールドカップ (アメリカ大会)
- 2004年 : アテネオリンピック 女子サッカー競技

### 試合数
| 日本代表 | 国際Aマッチ | 国際Aマッチ |
| 年       | 出場        | 得点        |
| -------- | ----------- | ----------- |
| 1995     | 4           | 0           |
| 1996     | 4           | 0           |
| 1997     | 0           | 0           |
| 1998     | 2           | 0           |
| 1999     | 1           | 0           |
| 2000     | 2           | 0           |
| 2001     | 3           | 0           |
| 2002     | 2           | 0           |
| 2003     | 2           | 0           |
| 2004     | 3           | 0           |
| 通算     | 23          | 0           |

- 出典: なでしこジャパン（日本女子代表）試合別出場記録[14]

### 出場
| #  | 開催日         | 開催地                   | 会場                                       | 相手                 | 結果        | 監督     | 大会                    |
| -- | -------------- | ------------------------ | ------------------------------------------ | -------------------- | ----------- | -------- | ----------------------- |
| 1  | 1995年09月22日 | コタ・キナバル           |                                            | 韓国                 | ○1-0        | 鈴木保   | アジア選手権            |
| 2  | 1995年09月27日 | コタ・キナバル           |                                            | ウズベキスタン       | ○17-0       | 鈴木保   | アジア選手権            |
| 3  | 1995年09月30日 | コタ・キナバル           |                                            | チャイニーズタイペイ | ○3-0        | 鈴木保   | アジア選手権            |
| 4  | 1995年10月02日 | コタ・キナバル           |                                            | 中国                 | ●0-2        | 鈴木保   | アジア選手権            |
| 5  | 1996年05月18日 | ワシントン               |                                            | カナダ               | △0-0(PK4-3) | 鈴木保   | US女子カップ            |
| 6  | 1996年07月10日 | フォート・ローダーデール |                                            | オーストラリア       | △2-2        | 鈴木保   | 国際親善試合            |
| 7  | 1996年07月15日 | フォート・ローダーデール |                                            | スウェーデン         | ●1-3        | 鈴木保   | 国際親善試合            |
| 8  | 1996年07月25日 | ワシントン               |                                            | ノルウェー           | ●0-4        | 鈴木保   | オリンピック            |
| 9  | 1998年10月26日 | ソウル                   |                                            | 韓国                 | △1-1        | 宮内聡   | 国際親善試合            |
| 10 | 1998年12月12日 | バンコク                 |                                            | ベトナム             | ○8-0        | 宮内聡   | アジア大会              |
| 11 | 1999年05月30日 | 京都府                   | 京都市西京極総合運動公園陸上競技場兼球技場 | 韓国                 | △1-1        | 宮内聡   | キリンカップ            |
| 12 | 2000年06月02日 | シドニー                 |                                            | ニュージーランド     | ○2-1(延長)  | 池田司信 | パンパシフィックカップ  |
| 13 | 2000年06月10日 | ニューキャッスル         |                                            | カナダ               | ●1-5        | 池田司信 | パンパシフィックカップ  |
| 14 | 2001年03月16日 | 台北                     |                                            | チャイニーズタイペイ | ○2-0        | 池田司信 | 国際親善試合            |
| 15 | 2001年12月08日 | 台北                     |                                            | グアム               | ○11-0       | 池田司信 | アジア選手権            |
| 16 | 2001年12月12日 | 台北                     |                                            | ベトナム             | ○3-1        | 池田司信 | アジア選手権            |
| 17 | 2002年04月06日 | ポワチエ                 |                                            | オーストラリア       | △1-1        | 池田司信 | 4ヶ国対抗戦             |
| 18 | 2002年08月31日 | 漢口                     |                                            | 韓国                 | △0-0        | 上田栄治 | 極東4ヶ国対抗戦         |
| 19 | 2003年03月19日 | バンコク                 |                                            | タイ                 | ○9-0        | 上田栄治 | 国際親善試合            |
| 20 | 2003年07月22日 | 宮城県                   | 仙台スタジアム                             | 韓国                 | ○5-0        | 上田栄治 | 日韓豪3ヶ国対抗国際大会 |
| 21 | 2004年04月22日 | 東京都                   | 国立霞ヶ丘競技場陸上競技場                 | タイ                 | ○6-0        | 上田栄治 | オリンピック予選        |
| 22 | 2004年07月30日 | 東京都                   | 国立霞ヶ丘競技場陸上競技場                 | カナダ               | ○3-0        | 上田栄治 | 国際親善試合            |
| 23 | 2004年08月06日 | ザイスト                 |                                            | オランダ             | ○2-0        | 上田栄治 | 国際親善試合            |